# Alessandro Iandoli
Alessandro Iandoli, né le 29 avril 1984 à Bâle, est un footballeur suisse qui évolue comme défenseur.

## Biographie
Iandoli commence sa carrière professionnelle en Suisse avec le Concordia Bâle ou il joue un total de 139 matchs en deuxième division suisse. En août 2008, il signe en Italie pour le Delfino Pescara 1936. Le 6 août, il est prêté à Avellino en Serie B. Après son prêt, il retourne au Delfino Pescara 1936 en Lega Pro Prima Divisione et joue 12 matchs. Son contrat est cassé avec consentement mutuel en juillet 2009.